# 韓國植
韩国植（？—？），陕西西安府泾阳县军籍。

## 生平
萬曆四十年（1612年）壬子科陕西乡试举人，崇祯元年（1628年）戊辰科進士，十三年左右官成都府知府。